# Cesare Maria Antonio Rasponi
Cesare Maria Antonio Rasponi (Ravena, 15 de julho de 1615 - Roma, 21 de novembro de 1675) foi um cardeal do século XVIII

## Biografia
Nasceu em Ravena em 15 de julho de 1615. Filho de Francesco Rasponi e Clarice Vaini. Seu pai morreu quando ele tinha 5 anos. Sua mãe levou ele e seu irmão Guido Paolo para Roma. Sua família era aparentada com a família Barberini do Papa Urbano VIII (1623-1644).
Estudou no Seminário Romano (grego, hebraico, filosofia moral e arqueologia); e na Universidade de Bolonha (direito civil).
Cônego da basílica de S. Lorenzo in Damaso. Cônego da basílica patriarcal de Latrão e auditor do cardeal Francesco Barberini e, posteriormente, do cardeal Flavio Chigi, futuro papa Alexandre VII. Enviado à França para resolver alguns problemas relativos ao capítulo da Abadia de Clairac. Abreviatore del Parco maggiore . Referendário dos Tribunais da Assinatura Apostólica da Justiça e da Graça. Relator da SC da Sagrada Consulta . Quando o Papa Urbano VIII morreu e os Barberinis caíram em desgraça, ele foi para a França. Em Paris, fez amizade com a rainha e o cardeal Giulio Mazzarino, que o pediu para ficar na França e lhe ofereceu uma generosa pensão. Secretário da SC da Sagrada Consulta, 10 de março de 1654. Consultor da SC da Inquisição Romana e Universal. Secretário da Congregação para a Saúde no pontificado do Papa Alexandre VII; trabalhou arduamente durante a epidemia que afligiu Roma. Seu talento diplomático brilhou durante a grave disputa entre a Santa Sé e a França em 1662.
Criado cardeal e reservado in pectore no consistório de 14 de janeiro de 1664; publicado no consistório de 15 de fevereiro de 1666; recebeu o gorro vermelho e o título de S. Giovanni a Porta Latina, em 15 de março de 1666. Legado a latere em Urbino, por um triênio, em 7 de março de 1667. Participou do conclave de 1667, que elegeu o Papa Clemente IX. Mudou-se para Ravenna em 1668. Participou do conclave de 1669-1670, que elegeu o Papa Clemente X. Renunciou à legação e voltou para Roma.
Morreu em Roma em 21 de novembro de 1675, perto das 6h, Roma. Sepultado no túmulo de sua mãe na basílica patriarcal de Latrão, Roma